# Bert Berns
Pour les articles homonymes, voir Berns.
Bert Berns, né Bertrand Russell Berns le 8 septembre 1929 et décédé le 30 Décembre 1967 à New York était un compositeur, arrangeur et producteur de rhythm and blues et de  soul. Né dans le Bronx, à New York, d'immigrants juifs russes, Berns a contracté un rhumatisme articulaire aigu dans son enfance, une maladie qui a endommagé son cœur et qui allait marquer le reste de sa vie, entraînant sa mort prématurée. Passant à la musique, il s'est amusé avec les sons de ses voisins afro-américains et latinos. Jeune homme, Berns a dansé dans des boîtes de nuit mambo et s'est rendu à La Havane avant la révolution cubaine.
Il a joué un rôle de premier plan dans la découverte de la musique soul par le public blanc. Sous les noms de Bert Berns ou de Bert Russell, il a travaillé pour The Isley Brothers, Solomon Burke, The Drifters, Ben E. King, Van Morrison, etc. Certaines de ses compositions comme Twist And Shout, If You Need Me ou Cry Baby furent reprises notamment par les Beatles, les Rolling Stones et Janis Joplin.
Ct article a été partiellement traduit du wikipedia anglophone consacré à Bert Berns.

## Carrière musicale

### Débuts (1960-1963)
Peu de temps après son retour de Cuba, Berns a commencé une course de sept ans d'un obscur auteur-compositeur de Brill Building à propriétaire de ses propres maisons de disques. Il a signé en tant qu'auteur-compositeur à 50 $ / semaine (équivalent à 500 $ en 2021) avec Robert Mellin Music au 1650 Broadway en 1960. Son premier disque à succès était " A Little Bit of Soap ", interprété par les Jarmels sur Laurie Records en 1961. Berns lui-même a eu une carrière de courte durée en tant qu'artiste d'enregistrement, et en 1961, sous le nom de "Russell Byrd", Berns a marqué sa seule apparition au Billboard Hot 100 avec sa propre composition, "You'd Better Come Home", qui a culminé au numéro 50 . Cette chanson sera plus tard enregistrée par les Isley Brothers et présentée comme la face B de leur single " Twistin 'With Linda " de 1962 . Toujours en 1962, les Isley Brothers ont enregistré "Twist and Shout" sur Wand Records, écrit par Berns et Phil Medley. Berns a également atteint les charts à la fin de 1962 avec "Tell Him" des Exciters sur United Artists, et avec "Cry to Me" de Solomon Burke sur Atlantic Records. En tant que producteur indépendant travaillant avec une myriade de maisons de disques, Berns a également enregistré d'importants disques avec Garnet Mimms ("Cry Baby") et Gene Pitney ("If I Didn't Have a Dime (to Play the Jukebox)".

### Dossiers de l'Atlantique (1963-1965)
Les premiers travaux de Berns avec Solomon Burke ont attiré l'attention des chefs de label Atlantic, Ahmet Ertegun et Jerry Wexler. En 1963, Berns a remplacé Jerry Leiber et Mike Stoller en tant que producteur chez Atlantic, où il a écrit et produit des tubes pour Solomon Burke ("Everybody Needs Somebody to Love"), les Drifters ("Under the Boardwalk" et "Saturday Night at the Movies". "), Barbara Lewis ("Baby I'm Yours" et "Make Me Your Baby"), Little Esther Phillips ("Hello Walls", écrit par Willie Nelson), Ben E. King, Wilson Pickett et LaVern Baker.

### Invasion britannique (1964-1965)
Avec de nombreuses chansons de Berns enregistrées par des groupes d'invasion britanniques tels que les Beatles ("Twist and Shout"), les Rolling Stones ("Cry to Me") et les Animals ("Baby Let Me Take You Home"), Berns est devenu le premier producteur de disques américain à traverser l'Atlantique pour travailler à Londres. une chanson de blues traditionnelle enregistrée par Them, et "Here Comes the Night", enregistrée par Lulu et Them.

### BANG Records (1965–1967)
Berns a formé son propre label, BANG Records, en 1965. BANG Records a été fondé avec ses partenaires d'Atlantic Records, le nom du label étant dérivé des initiales de chacun de leurs noms personnels respectifs - dans l'ordre, Bert Berns, Ahmet Ertegun, Nesuhi Ertegun et Gerald (Jerry) Wexler. BANG abritait des artistes tels que les McCoys ("Hang on Sloopy"), les Strangeloves ("I Want Candy"), l'ex-chanteur du groupe Them Van Morrison ("Brown Eyed Girl"), et, plus particulièrement, Neil Diamond ("Solitary Man" et "Cherry Cherry", tous deux produits par Jeff Barry et Ellie Greenwich).

### Shout Records (1966-1967)
Alors que BANG Records sortait principalement du rock and roll, Berns a formé Shout Records en 1966 comme débouché pour ses plus grandes passions de R&B et de musique soul, enregistrant des artistes tels que Freddie Scott ("Are You Lonely for Me Baby") et Erma Franklin ("Piece of My Heart"). Cette même chanson, l'une de ses dernières, a été reprise peu de temps après par Big Brother and the Holding Company, avec Janis Joplin comme chanteuse, culminant à la 12e place du Billboard Hot 100 ; la chanson a également figuré à la fois dans les charts Hot 100 et Billboard Hot Rhythm & Blues Singles pour la version de Franklin (en 1967), sur le Hot 100 pour un medley de Melissa Etheridge et Joss Stone (en 2005), ainsi qu'au # 1 sur le palmarès Billboard Hot Country Songs pour la version de Faith Hill (en 1994).

## Mort et héritage
Berns, qui avait des antécédents de troubles cardiaques à la suite de lésions causées par un rhumatisme articulaire aigu contracté pendant son enfance, est décédé dans son appartement de New York d'une insuffisance cardiaque le 30 décembre 1967, à l'âge de 38 ans. Il a été enterré deux jours plus tard, à la suite d'un service funèbre à la Riverside Memorial Chapel au 180 West 76th Street à New York à Manhattan. Sa veuve Ilene a survécu à son mari de près de 50 ans; elle est décédée à l'âge de 73 ans le 20 février 2017.
La sortie de Led Zeppelin "Baby Come on Home" (initialement intitulée "A Tribute to Bert Berns") était vaguement basée sur une chanson que Berns a écrite pour Hoagy Lands et a été enregistrée en l'honneur de Berns.
Here Comes the Night: The Dark Soul of Bert Berns and the Dirty Business of Rhythm and Blues de Joel Selvin, un livre sur sa vie et sa carrière, a été publié en 2014.
Une comédie musicale, Piece of My Heart: The Bert Berns Story de Daniel Goldfarb, créée hors Broadway en 2014 au Pershing Square Signature Center.
Un film documentaire intitulé BANG! L'histoire de Bert Berns, co-réalisé par le fils de Berns, Brett Berns et Bob Sarles, a été présenté en première au Festival du film SXSW 2016 avec un grand succès. La narration a été écrite par Joel Selvin à partir de son livre Here Comes the Night et elle a été narrée par Stevie Van Zandt.

## Compositions
- A little bit of soap, interprété par The Jarmels (1961), Garnet Mimms (1965)
- Twist and Shout, par The Top Notes (1961), The Isley Brothers (1962), Booker T. & The MG's (1962), The Beatles (1963), The Shangri-Las (1964), Alvin and the Chipmunks (1964), Buck Owens (1966), The Mamas & the Papas (1967), Salt-N-Pepa (1988)
- Cry to me, par Solomon Burke (1962), The Rolling Stones (1965), Freddie Scott (1967)
- Tell him, par The Exciters (1962)
- Cry baby, par Garnet Mimms (1963), Janis Joplin (1971)
- One way love, par The Drifters (1963), Cliff Bennett and the Rebel Rousers (1964)
- I don't want to go on without you, par The Drifters (1964), The Moody Blues (1965)
- Everybody Needs Somebody to Love, par Solomon Burke (1964), The Rolling Stones (1965), Wilson Pickett (1967) The Blues Brothers (1980)
- Baby let me take you home, par The Animals (1964)
- Here Comes the Night, par Lulu (1964), Them (1965), The Exciters (1965), David Bowie (1973), Streetheart (1979), The Rivals (1980), Pate Mustajärvi (1988), Native (1994), Dwight Yoakam (1997), The Fabulous Thunderbirds (1995), Rod Stewart (2013)
- I want candy, par The Strangeloves (1965), Bow Wow Wow (1982)
- Hang on Sloopy, créé par The McCoys (1965), repris par Jan and Dean (1965), The Yardbirds (1965), The Strangeloves (1965), The Beau Brummels (1966), The Kingsmen (1966), The Supremes (1966), The Wailers (1966), The Lettermen (1970), Ramsey Lewis (1973), Johnny Rivers (1973)
- Down in the valley, par Solomon Burke (1964), Otis Redding (1965)
- I'll take good care of you, par Garnet Mimms (1967)
- Are you lonely for me baby, par Freddie Scott (1967)
- Piece of My Heart, créé par Erma Franklin (1967), repris par Big Brother and the Holding Company avec Janis Joplin (1968), Dusty Springfield (1968), Delaney & Bonnie (1969), Sammy Hagar (1982), Faith Hill (1993), Shaggy (1997), Melissa Etheridge et Joss Stone (2005), Beverley Knight (2006), Daryl Hall (2009)
- Twenty five miles, par Edwin Starr (1968)
- I got to go back (and watch that little girl dance), par Otis Redding

## En tant que producteur
- Cry to me, par Solomon Burke (1962)
- Twist and shout, par The Isley Brothers (1962)
- Nobody but me, par The Isley Brothers (1963)
- Under the boardwalk, par The Drifters (1964)
- Everybody needs somebody to love, par Solomon Burke (1964)
- Here comes the night, par Lulu (1964)
- Baby please don't go, par Them (1965)
- Here comes the night, par Them (1965)
- Baby I'm yours, par Barbara Lewis (1965)
- Make me your baby, par Barbara Lewis (1965)
- Piece of my heart, par Erma Franklin (1967)
- Album Blowin' your mind! de Van Morrison (1967), dont le titre Brown eyed girl

## Hommages
- Baby come on home, par Led Zeppelin (1968), titre original Tribute to Bert Berns, crédité à Bert Berns, Jimmy Page, Robert Plant